# 横山正松
横山 正松（よこやま しょうまつ、1913年11月19日 - 1992年8月14日）は、日本の生理学者。医学博士。新潟県北魚沼郡小千谷町（現・小千谷市）出身。旧制新潟医科大学卒業。同大学助手、米子医学専門学校助教授、福島県立医科大学教授を歴任した。この間、結核により数度療養したが、その度に復帰してのロヨラ大学とパリ大学での在外研究にも取り組んだ。

## 人物・経歴
- 1913年11月19日に米作と養蚕用の桑の葉を生産する小作農家の3男として、新潟県北魚沼郡小千谷町に生まれる。同町の小千谷尋常高等小学校に入学し、優秀な成績を修める。進学させるだけの余裕はなかったが、小千谷中学校にトップの成績で入学[2]。
- 中学3年生の時、急性骨髄炎のために入院し，数回手術を受けた。この体験が貧しい人のために医師になろうと決心させることになった[2]。
- 回復後、旧制新潟高等学校理科乙類に合格。元小千谷町長の島田博による経済的な支援を受け、入学。1934年新潟高等学校を卒業し，翌年新潟医科大学に進学。新潟市の下宿先の夫婦の二人の息子の家庭教師として学費を稼ぎながら、大学に通った。1、2年生の時に研究室に出入りしていたツツガムシ病研究の第一人者であった病理学の川村麟也教授から影響を受けた[2]。
- 1939年3月、新潟医科大学を卒業。国立北京大学医学院の生理学教室助手に就任。1944年2月1日に副教授に昇任。「断種法」の提唱者であった、生理学者の永井潜が1938年から同医学院に招聘されて、主席教授として、横山らの監督にあたった[2]。同年2月10日、召集令状を受け、軍医として、北支那防疫給水部に入隊[2]。
- 1945年5月11日、論文「ヒキガエル心臓交感神経作用の季節的変動」により、新潟医科大学から博士号を授与される[3]。
- 1946年5月12日に日本に帰国。新潟医科大学薬理学教室助手に復帰し、1948年米子医学専門学校助教授に就任。1949年4月、福島県立女子医学専門学校生理学教室教授に就任[4]。1950年、福島県立女子医学専門学校から昇格した福島県立医科大学の生理学教室（現在の「細胞統合生理学講座」）の主任教授となる[5]。
- 1961年から1963年までドイツのフランクフルトのアム・マイン大学と米国のオハイオ州立大学に出張し、研究を行った。この研究の過程でアウエルバッハ神経叢から活動電位を取るという発想を得て、1966年独自に開発した電極を使用して電位取得に成功。アウエルバッハ神経叢の電気生理学的研究で世界的な到達点を示した[4]。
- 停年退官後、福島県立医科大学の名誉教授となる[6]。1979年より米国のロヨラ大学とパリ大学の招聘を受け、在外研究を行った[4]。
- 1992年8月14日、大腸癌のため死去[1]。

## 恩師の教えに従い、人体実験を拒否
- 川村麟也教授から当時、陸軍軍医学校防疫研究室や731部隊等と同様の「特殊研究」の要請を断ったことを告げられた[4]。
- 北支那防疫給水部入隊式の際に、部隊長から人体実験（人間の腹にセルロイド膜をはり、歩兵銃で腹部貫通した際の小腸運動を観察、腸からの内容物の漏出を防止する薬の発見をするもの）の命令があったが、これを拒否した[4]。

## 社会的活動
- 1983年、「核戦争を防止する福島県医師の会」の世話人代表。1984年「反核福島市民の会」の代表世話人に就任[4]。
- 1985年、核戦争防止国際医師会議がノーベル平和賞受賞時の代表者の１人[7]

## 関連人物
- 永井潜